# Physiologus

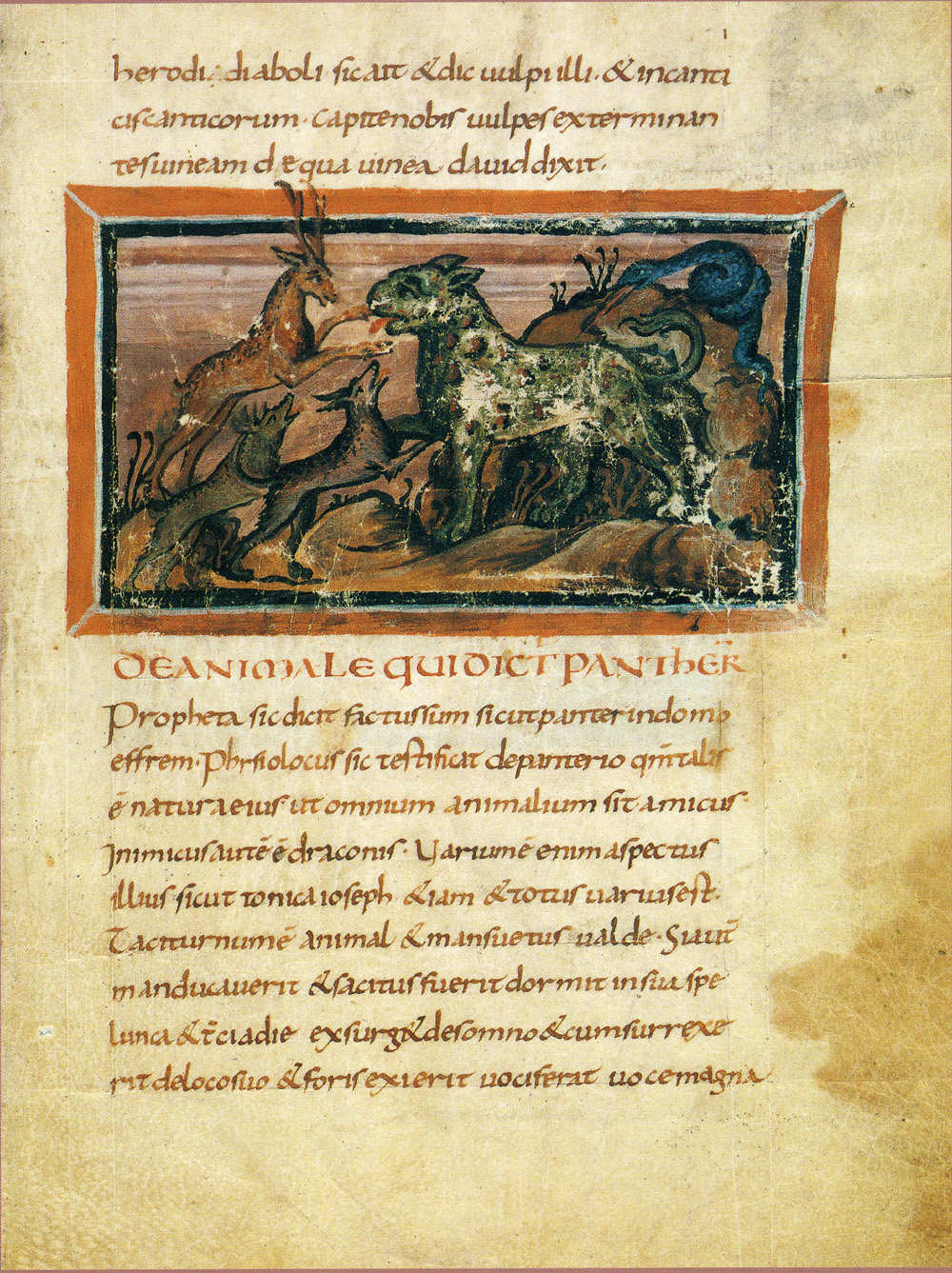
El Fisiólogo de Berna (Bern Physiologus), manuscrito del : página en la que se describe a la pantera.

El Physiologus es un manuscrito redactado en griego por un autor desconocido, y compilado con fines moralizantes. Probablemente se escribió en Alejandría, entre el siglo II y el IV. Fue uno de los libros más populares de la Edad Media, que aparece en la mayoría de las lenguas: siríaco, latín, armenio, etíope, árabe, etc. El Physiologus contiene un conjunto de descripciones de diversos animales, criaturas fantásticas, plantas y rocas, la mayoría con frases y sentencias moralizantes. De cada animal se muestra su descripción y se narran varias anécdotas, pero todo ello con sentencias morales y cualidades simbólicas del mismo. Algunos manuscritos poseen ilustraciones. Algunos académicos —como Thorndike— consideran que las primeras redacciones no tenían la parte de interpretación alegórica, basándose en “la ausencia de alegorías en textos tempranos tales como la versión en siríaco o los fragmentos conservados en el glosario latino de Ansileubus”.
El libro fue traducido al latín hacia el s. IV, y después a otros idiomas europeos y orientales. Aunque no se ha conservado el texto original griego, perduran varias versiones del Physiologus en manuscritos ilustrados, que son traducciones de texto en latín, como el Bern Physiologus. Muchos textos y libros enciclopédicos de la época medieval contenían numerosas alusiones al Physiologus, como las Etimologías de Isidoro de Sevilla, ejerciendo gran influencia en el simbolismo religioso de diversas imágenes medievales, tales como el Fénix o el pelícano. Esta obra influyó durante cientos de años el pensamiento de muchos europeos, siendo el predecesor de los bestiarios medievales («libros de bestias») de los siglos XII y XIII.

## Autor
El verdadero autor del Physiologus griego original es desconocido, aunque durante la Edad Media, las versiones en griego y latín fueron atribuidas a varios escritores de la Iglesia cristiana, tales como Epifanio, Pedro de Alejandría, Basilio, Juan Crisóstomo, Atanasio, Orígenes, Ambrosio y Jerónimo, incluso se dice que habían escrito parte de él personajes anteriores al cristianismo, como Aristóteles y Salomón.
Probablemente se elaboró en Alejandría, entre los siglos tercero y cuarto. Esta fecha se basa en las evidencias del propio texto y en las referencias del mismo a otros escritores del siglo V. El lugar es sugerido por los animales descritos, varios de los cuales eran conocidos sobre todo en Egipto.

### La intención del autor
A menudo, el Physiologus es traducido como «el naturalista», pero este título es engañoso. La obra no tiene título, y se lo ha llamado así porque comienza afirmando “El Fisiólogo, que redactó estos discursos, dijo [...]”. El Physiologus no es una «historia natural». La intención del autor no era describir lo que se sabía acerca de la «naturaleza» en aquella época, al objeto de difundir conocimientos. El autor utiliza algunas descripciones de los animales que se encuentran en las primeras obras, pero su intención es diferente: las historias estaban allí para ilustrar el significado más profundo de las ideas explícitamente religiosas cristianas, dogmáticas, de sentido alegórico, que se consideraban inmersas en la naturaleza. El Physiologus nunca fue escrito con la intención de ser un tratado de historia natural; es una interpretación metafísica, moralizante, con significados místicos y trascendentes del mundo natural.

## Historias alegóricas
El Physiologus contiene algunas historias alégoricas. Por ejemplo, cuenta la historia de la leona, cuyos cachorros nacen muertos, pero gracias a que suspira sobre ellos, reviven al tercer día. Otra historia narra que el ave fénix se quema a sí misma, muriéndo, pero al cabo de tres días resurge de sus cenizas. Ambas historias guardan bastantes semejanzas con Cristo. Del unicornio comenta que sólo puede ser apresado cuando reposa apaciguado en el regazo de una virgen pura, siendo un símbolo de la Encarnación; o que el pelícano alimenta con su propia sangre a sus crías, para que pueda transmitir parte de su vida a ellas, siendo otros ejemplos de salvación que guardan similitud con la crucifixión de Jesucristo.
También el Physiologus presenta ciertas alegorías que tratan sobre la derrota de Satanás ante Jesucristo, y otras que ejemplifican actitudes que aconseja seguir o evitar a toda costa. Es por ello que el Physiologus presenta numerosas historias que muestran un fuerte valor didáctico y con semejanzas a los sucesos que se relatan en los textos de la religión católica.